# Van Gogh Nationaal Park
Van Gogh Nationaal Park is de naam van een  groot gebied van ruim 100.000 hectare met daarbinnen het formeel erkende Nationaal Park van 50.000 hectare. Het is een Nationaal Park nieuwe stijl waarin wordt samengewerkt door  'diverse Noord-Brabantse overheden, bedrijven, organisaties en particulieren.
Het park omvat.het gebied tussen 's-Hertogenbosch, Loon op Zand, Tilburg, Eindhoven en Helmond. De natuurgebieden van de Loonse en Drunense Duinen, de Dommelvallei, Landgoed Pauwels en Nationaal Landschap Het Groene Woud met Kampina, De Geelders en De Mortelen zijn hierin samengevoegd tot een groot nationaal park. Van deze gebieden had alleen de Loonse en Drunense Duinen de status 'nationaal park' dat nu is opgegaan in het grotere Nationale Park.
Daarnaast is er ambitie voor een tweede kern voor het Van Gogh Nationaal Park in de baronie van Breda. De tweede kern  omvat tussen Tilburg, Breda, Zundert en Etten-Leur. Naast de natuur speelt hier ook de dichtheid van Van Gogh-erfgoed een belangrijke rol. De twee erfgoedcentra in Zundert en Etten-Leur zijn dermate van belang voor het verhaal van Vincent van Gogh, dat een tweede kern door de initiatiefnemers wenselijk wordt geacht.